# 낸시 오델
낸시 오델(Nancy O'Dell, 1966년 6월 25일 ~ )은 미국의 사회자, 언론인이다.